# Santa Cristina Valgardena
Santa Cristina Valgardena é uma comuna italiana da região do Trentino-Alto Ádige, província de Bolzano, com cerca de 1.741 habitantes. Estende-se por uma área de 31 km², tendo uma densidade populacional de 56 hab/km². Faz fronteira com Campitello di Fassa (TN), Castelrotto, Funes, Ortisei, San Martino in Badia, Selva di Val Gardena.

## Demografia
| Variação demográfica do município entre 1861 e 2011                               |
|                                                                                   |
| Fonte: Istituto Nazionale di Statistica (ISTAT) - Elaboração gráfica da Wikipedia |